# Шугуров, Расуль Игдисамович
Расуль Игдисамович Шугуров (род. 28 мая 1950, Халилово, Башкирская АССР) — государственный деятель, депутат Государственной думы второго созыва.

## Биография
Окончил Челябинскую Советско-партийную школу, Свердловскую ВПШ при ЦК КПСС, Академию народного хозяйства при Правительстве РФ, магистр государственного управления.

### Депутат госдумы
Депутат Государственной Думы Федерального Собрания РФ второго созыва (1995—1999), был членом Аграрной депутатской группы.
Принимал участие в выборах президента Башкирии в 2003 году и получил 27 986 голосов избирателей.